# Literaturjahr 1875
Liste der Literaturjahre

◄◄ | ◄ | 1871 | 1872 | 1873 | 1874 | Literaturjahr 1875 | 1876

Weitere Ereignisse

## Ereignisse

### Prosa

#### Deutschsprachige Literatur

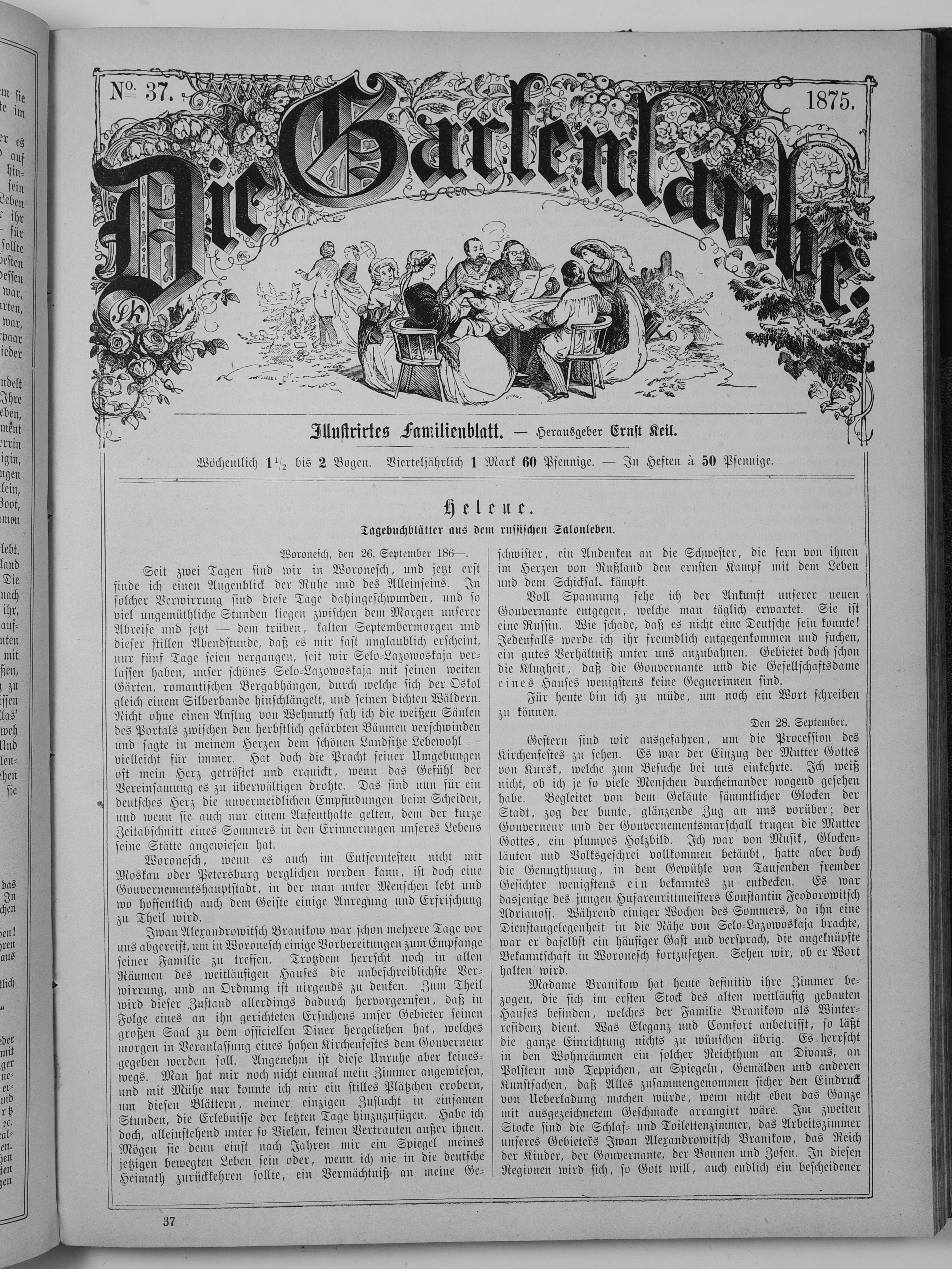
Die erste Seite des Romans Helene in der Gartenlaube

- September bis Dezember: In den Ausgaben 37–46/1875 von Die Gartenlaube veröffentlicht Emilie Tegtmeyer den Tagebuchroman Helene. Tagebuchblätter aus dem russischen Salonleben.
- Oktober: Theodor Storms im Juli fertiggestellte Novelle Im Nachbarhause links wird in Westermanns Monatsheften veröffentlicht. Im selben Jahr erscheint auch sein Naturgedicht Über die Heide in den Neuen Monatsheften für Dichtkunst und Kritik.
- Peter Rosegger veröffentlicht den Roman Die Schriften des Waldschulmeisters sowie die Erzählung Der Geldfeind.

#### Englischsprachige Literatur
- Wilkie Collins veröffentlicht die „Mystery Novel“ The Law and the Lady (Gesetz und Frau). Es ist das erste Werk der Kriminalliteratur, in dem eine Frau als Detektivin ermittelt.

#### Französischsprachige Literatur

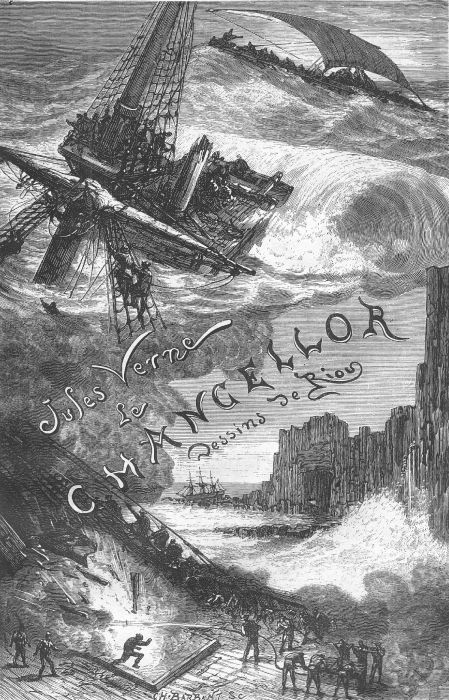
Le Chancellor, Titelseite 1875, Zeichnung von Édouard Riou

- 1. Februar: Jules Verne veröffentlicht gemeinsam mit seinem Verleger Pierre-Jules Hetzel die Kurzgeschichte Martin Paz und im Lauf des Jahres auch den Roman Le Chancellor.
- 13./14. Dezember: Jules Vernes Erzählung Une ville idéale erscheint im Journal d’Amiens. Die Erzählung basiert auf einem Vortrag, den Verne am 12. Dezember auf der öffentlichen Jahresversammlung der Akademie von Amiens gehalten hat, der er vorsteht. Der Text, der auch Elemente seines zu diesem Zeitpunkt unveröffentlichten Romans Paris im 20. Jahrhundert enthält, berichtet auf satirische Art von der zukünftigen Bewältigung sozialer und städtebaulicher Probleme.
- Émile Zola veröffentlicht den Roman La Faute de l’Abbé Mouret (Die Sünde des Abbé Mouret), den 5. Teil des Rougon-Macquart-Zyklus.

#### Russischsprachige Literatur
- Januar: Fjodor Dostojewski beginnt mit der Veröffentlichung seines Romans Der Jüngling als Feuilletonroman in der liberalen Monatszeitschrift Otetschestwennye Sapiski. Das Werk zählt zu den fünf „großen“ Romanen, die im Zentrum von Dostojewskis literarischem Werk stehen.
- Lew Nikolajewitsch Tolstoi veröffentlicht im 3. bzw. 4. Russischen Lesebuch des Sammelbandes Rasskasy is «Nowoi asbuki» die Kurzgeschichten Meine Hunde und Die Bärenjagd.

### Lyrik
- Book of Verses mit dem Gedicht: Invictus von William Ernest Henley

### Politische Literatur
Als Reaktion auf die am 27. Mai in Gotha gegründete Sozialdemokratische Arbeiterpartei (SDAP) und das Gothaer Programm verfasst Karl Marx eine Kritik des Gothaer Programms, die allerdings vor seinem Tod nicht veröffentlicht werden wird. 

### Wissenschaftliche Literatur
- Nach jahrelangen Forschungen über den Rundblättrigen Sonnentau veröffentlicht Charles Darwin im Herbst das Werk Insectivorous Plants über fleischfressende Pflanzen. In dem Werk belegt Darwin experimentell die Existenz der Karnivorie im Pflanzenreich. Die Illustrationen im Buch stammen von Darwins Söhnen George und Francis.

- Heinrich Anton de Bary  beschreibt erstmals die Gattung Phytophthora, deren Art Phytophthora infestans die Kartoffelfäule hervorruft und damit für die Große Hungersnot in Irland verantwortlich war.

## Geboren

### Erstes Halbjahr
- 04. Januar: Wassili Jan, russischer Schriftsteller († 1954)

Anni Swan 1898

- 04. Januar: Anni Swan, finnische Schriftstellerin († 1958)
- 12. Januar: Helene Aeckerle, deutsche Autorin und Übersetzerin († 1940)

- 25. Februar: Franz Nieberl, deutscher Bergsteiger und Autor († 1968)
- 27. Februar: Manuel Ugarte, argentinischer Schriftsteller († 1951)

- 04. März: Henri Duvernois, französischer Schriftsteller († 1937)
- 14. März: Paul Ilg, schweizerischer Schriftsteller († 1957)
- 15. März: Henri Ghéon, französischer Schriftsteller († 1944)
- 16. März: Percy MacKaye, US-amerikanischer Dramatiker und Dichter († 1956)
- 22. März: Hans Grimm, deutscher Schriftsteller und nationalistischer Publizist († 1959)
- 22. März: Franz Joseph Koch, deutscher Lehrer und Autor († 1947)

- 01. April: Edgar Wallace, britischer Krimi-Schriftsteller († 1932)
- 09. April: Jacques Futrelle, US-amerikanischer Schriftsteller († 1912)
- 14. April: Wassili Anutschin, russischer Ethnograf und Journalist († 1941)
- 29. April: Rafael Sabatini, italienisch-britischer Schriftsteller († 1950)

- 07. Mai: Ilna Ewers-Wunderwald, deutsche Illustratorin, Übersetzerin, Modedesignerin, Zeichnerin und Malerin († 1957)
- 09. Mai: Leopold Andrian, österreichischer Dichter, Schriftsteller und Diplomat († 1951)
- 11. Mai: Louis Weinert-Wilton, deutscher Schriftsteller († 1945)
- 19. Mai: Stefan Großmann, österreichischer Schriftsteller († 1935)
- 26. Mai: Helene Voigt-Diederichs, deutsche Schriftstellerin († 1961)
- 02. Juni: Marie Lenéru, französische Dramatikerin († 1918)

- 05. Juni: Stanislav Kostka Neumann, tschechischer Dichter († 1947)

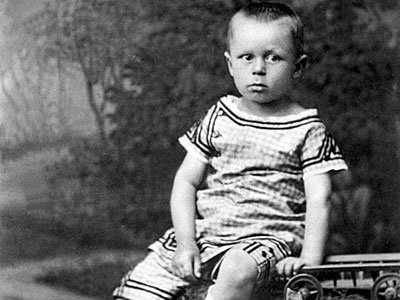
Thomas Mann 1881 im Alter von sechs Jahren

- 06. Juni: Thomas Mann, deutscher Schriftsteller und Literatur-Nobelpreisträger († 1955)
- 22. Juni: Johannes Baader, deutscher Architekt, Schriftsteller, Dadaist und Aktionskünstler († 1955)
- 24. Juni: Forrest Reid, irischer Schriftsteller († 1947)

### Zweites Halbjahr
- 10. Juli: E. C. Bentley, britischer Schriftsteller († 1956)
- 13. Juli: María Eugenia Vaz Ferreira, uruguayische Autorin, Dichterin und Hochschullehrerin († 1924)
- 26. Juli: Antonio Machado, spanischer Lyriker († 1939)
- 31. Juli: Yanagita Kunio, japanischer Schriftsteller und Ethnologe († 1962)
- 26. August: John Buchan, schottischer Schriftsteller und Politiker († 1940)

- 01. September: Edgar Rice Burroughs, US-amerikanischer Schriftsteller († 1950)
- 01. September: Josef Reinhart, Schweizer Volksschriftsteller († 1957)
- 02. September: Otto Keller, schwäbischer Mundartdichter und Komponist († 1931)
- 03. September: Wilhelm Scharrelmann, deutscher Lehrer und Schriftsteller († 1950)

- 11. Oktober: Carlos Brandt, venezolanischer Schriftsteller, Philosoph und Historiker († 1964)
- 12. Oktober: Emil Rudolf Weiß, deutscher Typograf, Grafiker, Lehrer und Dichter († 1942)
- 22. Oktober: Harriet Chalmers Adams, US-amerikanische Entdeckerin, Journalistin und Fotografin († 1937)

- 04. November: Magdalene Pauli, deutsche Schriftstellerin († 1970)
- 07. November: Eduard Castle, österreichischer Literaturhistoriker († 1959)
- 14. November: Bruno H. Bürgel, deutscher Astronom, Schriftsteller und Publizist († 1948)
- 14. November: Jakob Schaffner, Schweizer Schriftsteller († 1944)

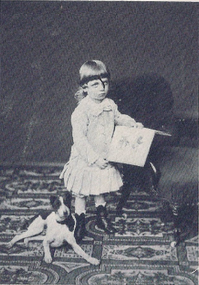
Rainer Maria Rilke als Kind, etwa 1877/78

- 04. Dezember: Rainer Maria Rilke, deutscher Lyriker, Erzähler, Übersetzer und Romancier († 1926)
- 17. Dezember: Ernst Pfeiffer, deutscher Autor und Journalist († 1942)
- 23. Dezember: Ivan Prijatelj, slowenischer Kultur- und Literaturhistoriker († 1937)
- 31. Dezember: Jeanne de Vietinghoff, belgisch-schweizerische Schriftstellerin († 1926)

### Genaues Geburtsdatum unbekannt
- Aram Andonian, armenischer Schriftsteller und Journalist († 1951)

## Gestorben
- 03. Januar: Pierre Larousse, französischer pädagogischer Schriftsteller (* 1817)
- 15. Februar: Friedrich von Uechtritz, deutscher Dichter, Historiker und Genealoge (* 1800)

- 01. März: Tristan Corbière, französischer Lyriker (* 1845)
- 07. März: Arthur Helps, englischer Schriftsteller (* 1813)
- 21. März: Virginie Ancelot, französische Schriftstellerin und Malerin (* 1792)
- 24. März: Amédée Achard, französischer Schriftsteller (* 1814)
- 27. März: Edgar Quinet, französischer Schriftsteller und Historiker (* 1803)

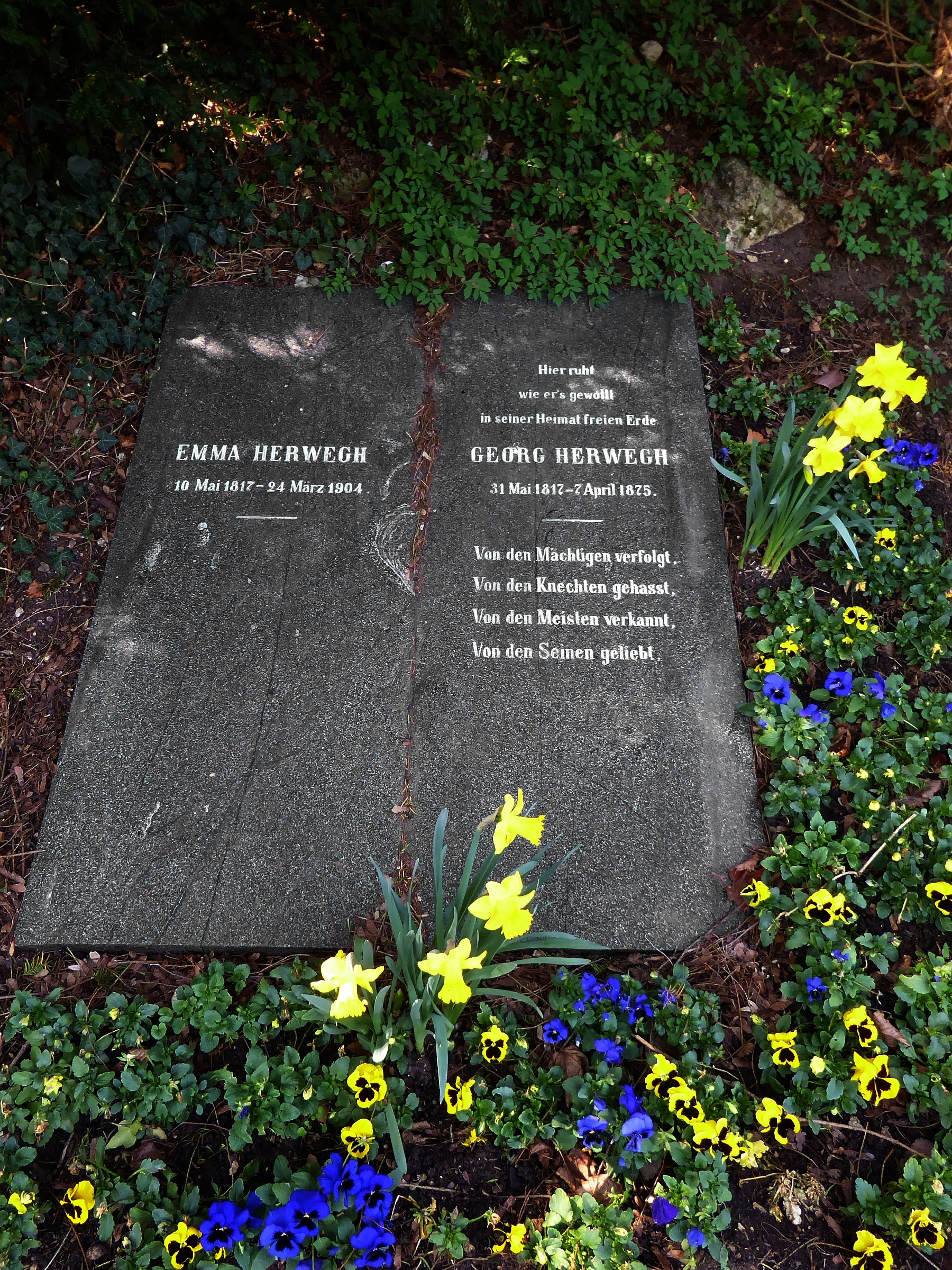
Georg Herweghs Grab auf dem Friedhof Liestal

- 07. April: Georg Herwegh, deutscher revolutionärer Dichter des Vormärz (* 1817)
- 24. April: Juana Manso de Noronha, argentinische Schriftstellerin, Feministin, Komponistin, Pädagogin und Journalistin (* 1819)
- 01. Mai: Leonhard Kohl von Kohlenegg, österreichischer Schriftsteller und Schauspieler (* 1834)

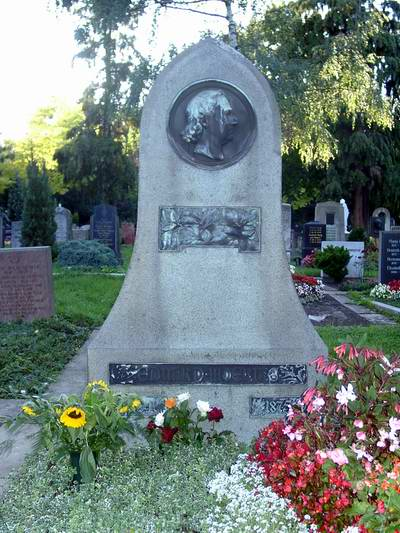
Grab Eduard Mörikes auf dem Pragfriedhof in Stuttgart

- 04. Juni: Eduard Mörike, deutscher Lyriker und Erzähler (* 1804)
- 09. Juni: Paulina Wilkońska, polnische Schriftstellerin (* 1815)
- 28. Juni: Joseph Misson, österreichischer Mundartdichter (* 1803)
- 27. Juli: Connop Thirlwall, britischer Geistlicher und Schriftsteller (* 1797)

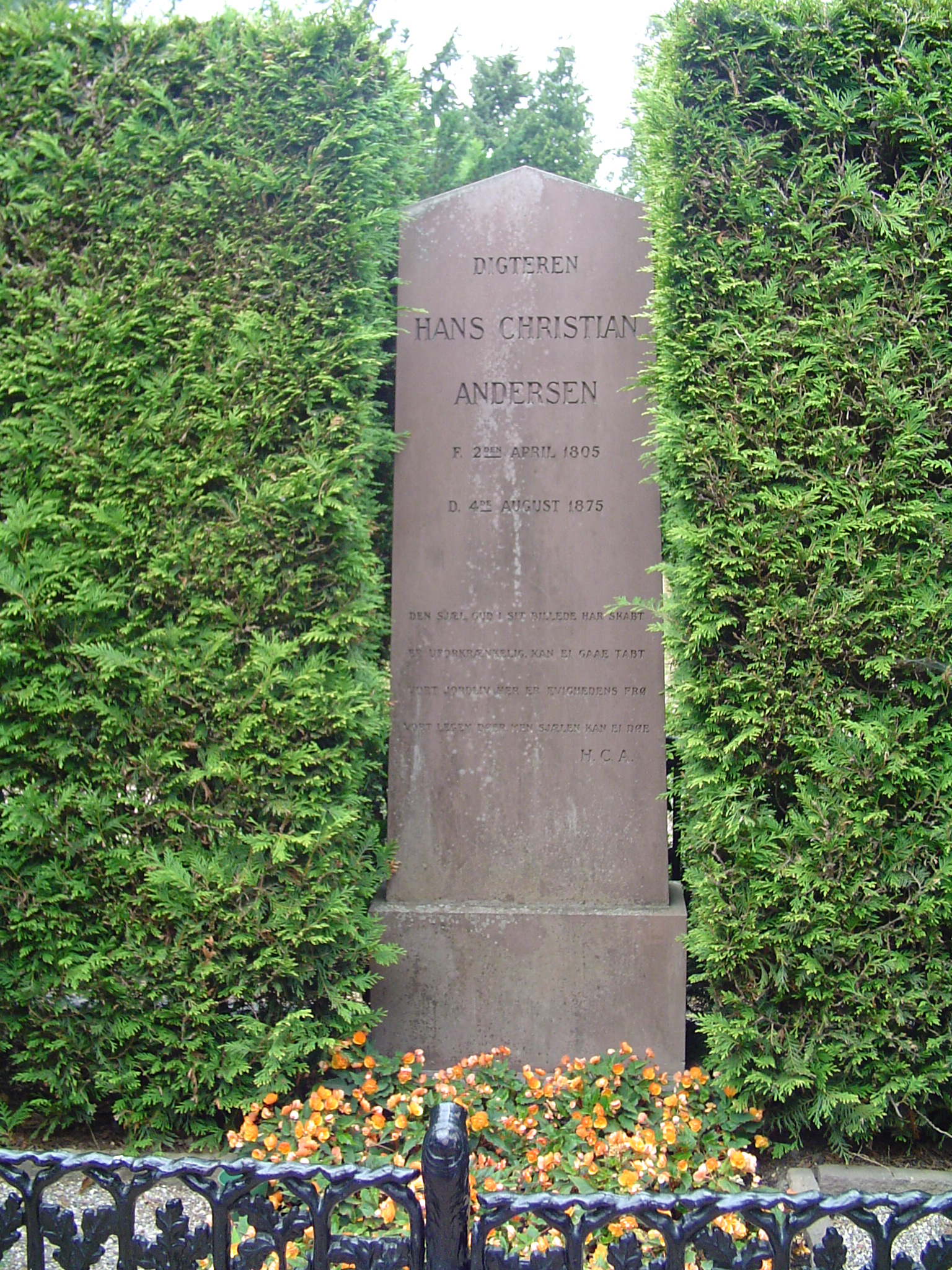
Hans Christian Andersens Grabstätte auf dem Assistenzfriedhof in Kopenhagen

- 04. August: Hans Christian Andersen, dänischer Dichter und Schriftsteller (* 1805)
- 15. August: Robert Stephen Hawker, britischer Geistlicher und Dichter (* 1803)
- 17. August: Wilhelm Heinrich Immanuel Bleek, deutscher Sprachwissenschaftler (* 1827)

- 17. November: Hilario Ascasubi, argentinischer Schriftsteller (* 1807)
- 10. Dezember: Ferenc Toldy, ungarischer Literaturhistoriker (* 1805)
- 23. Dezember: Egron Lundgren, schwedischer Maler und Schriftsteller (* 1815)
- 26. Dezember: Emilio Praga, italienischer Maler, Schriftsteller und Librettist (* 1839)